# Voinești (Vaslui)
Voinești is een Roemeense gemeente in het district Vaslui.
Voinești telt 3963 inwoners.